# Volta a Eslovàquia
La Volta a Eslovàquia és una cursa ciclista per etapes que es disputa a Eslovàquia. La primera edició es disputà el 1954, formant part de l'UCI Europe Tour des del 2005 amb una categoria 2.2 i amb categoria 2.1 des del 2017.
Tradicionalment disputada a primers de setembre el 2011 traslladà les seves dates a primers de juny. A partir del 2018 tornà a disputar-se a primers de setembre.

## Palmarès
| Any                    | Vencedor                   | Segon                  | Tercer                     |
| ---------------------- | -------------------------- | ---------------------- | -------------------------- |
| 1954                   | Karel Nesl                 | Josef Křivka           | Jan Kubr                   |
| 1955                   | Jan Veselý                 | Bedrich Plank          | Vlastimil Ružička          |
| 1956                   | Aurelio Cestari            | Alberto Emiliozzi      | Karl-Magnus Åmell          |
| 1957                   | Pierre Le Don              | Günter Oldenburg       | Horst Kappel               |
| 1958                   | Walter Renner              | Josef Křivka           | Rudolf Revay               |
| 1959                   | Lothar Höhne               | Jan Malten             | Ludevit Wiezner            |
| 1960                   | Antal Megyerdi             | Rudolf Revay           | František Konečný          |
| 1961-1963 No disputada |                            |                        |                            |
| 1964                   | Matej Laczo                | Ladislav Heller        | Jiří Háva                  |
| 1965                   | Jiří Háva                  | Pavel Konečný          | Bernd Patzig               |
| 1966                   | Pavel Konečný              | Pavel Doležel          | Jiří Háva                  |
| 1967                   | Miloš Hrazdíra             | Jiří Háva              | Pavel Konečný              |
| 1968                   | Miloš Hrazdíra             | Ján Svorada            | Břetislav Souček           |
| 1969                   | Břetislav Souček           | Ladislav Biľo          | Miloš Hrazdíra             |
| 1970                   | Vlastimil Moravec          | Jiří Vlček             | Rudolph Labus              |
| 1971                   | Jiří Háva                  | Alois Holík            | Ladislav Biľo              |
| 1972                   | Antonín Bartoníček         | Vladimír Vondráček     | Ladislav Biľo              |
| 1973                   | Miloš Hrazdíra             | Rudolph Labus          | Ľudovít Pavela             |
| 1974                   | Pavol Čambal               | Antonin Sel            | Jiří Bartolšic             |
| 1975                   | Josef DvoÅ™Ã¡k             | Rudolph Labus          | Ján Stejskal               |
| 1976                   | Jiří Škoda                 | Ján Kružic             | Jostein Wilmann            |
| 1977                   | Miroslav Sýkora            | Bernd Drogan           | Svatopluk Henke            |
| 1978                   | Theo de Rooij              | Ramazan Galialetdinov  | Aleksandr Gussiàtnikov     |
| 1979                   | Jaroslav Poslušný          | Jan Brzeźny            | Andrei Vedérnikov          |
| 1980                   | Jiří Škoda                 | Serguei Sukhorútxenkov | Jiří Stratílek             |
| 1981                   | Andrei Vedérnikov          | Iuri Bàrinov           | Sergei Prybyl              |
| 1982                   | Vladímir Voloixin          | Ladislav Ferebauer     | Bernd Drogan               |
| 1983                   | Bernd Drogan               | Andrei Toporichev      | Miroslav Sýkora            |
| 1984                   | Miroslav Sýkora            | Vladimír Dolek         | Andrzej Mierzejewski       |
| 1985                   | Jiří Škoda                 | Kurt Konrad            | Bruno Bulić                |
| 1986                   | Václav Toman               | Gennadij Alexasis      | Miloslav Vašíček           |
| 1987                   | Ivan Ivanov                | Piotr Ugriúmov         | Miloslav Vašíček           |
| 1988                   | Tomáš Sedláček             | Vladimír Švehlík       | Kurt Konrad                |
| 1989                   | Pàvel Tonkov               | Vladimír Kozárek       | Andrei Vedérnikov          |
| 1990                   | Miroslav Lipták            | Milan Dvorščík         | Tomáš Sedláček             |
| 1991                   | Heinrich Trumheller        | Pàvel Tonkov           | Lutz Lehmann               |
| 1992                   | Lubor Tesař                | Pavel Padrnos          | Mike Weissmann             |
| 1993                   | Serhí Hontxar              | Patrick Moster         | Steffen Blochwitz          |
| 1994                   | Vladimír Švehlík           | Heiko Latocha          | Alexei Nakazny             |
| 1995                   | František Trkal            | Robert Pintarič        | Vladimír Švehlík           |
| 1996                   | Ján Valach                 | Roman Broniš           | Boris Premužič             |
| 1997                   | Jaromír Purmenský          | Igor Kranjec           | Matthias Jandt             |
| 1998                   | Andrej Hauptman            | Marcel Strauss         | Jaromír Friede             |
| 1999                   | Ondřej Sosenka             | Charles Wegelius       | Piotr Chmielewski          |
| 2000                   | René Andrle                | Kim Kirchen            | Ondřej Fadrny              |
| 2001                   | František Trkal            | Matija Kotnik          | Michal Prusa               |
| 2002                   | Gustav Erik Larsson        | Luke Roberts           | Leonardo Zanotti           |
| 2003                   | Ondřej Sosenka             | Cezary Zamana          | Dawid Krupa                |
| 2004                   | Piotr Chmielewski          | Dawid Krupa            | Kamil Vrána                |
| 2005                   | Martin Prázdnovský         | Martin Riška           | Eduard Vorgànov            |
| 2006                   | Radosław Romanik           | René Andrle            | Kristoffer Gudmund Nielsen |
| 2007                   | Joost van Leijen           | Martin Mareš           | Marcin Sapa                |
| 2008                   | Kristoffer Gudmund Nielsen | Péter Kusztor          | Serguei Firsànov           |
| 2009                   | Leigh Howard               | Stefan Schäfer         | Pasquale Muto              |
| 2010                   | Robert Vrečer              | Timon Seubert          | Maroš Kováč                |
| 2011                   | Nikita Nóvikov             | Tomislav Dančulović    | Kristijan Đurasek          |
| 2012                   | Enrico Rossi               | Alexander Prischpetni  | Davide Rebellin            |
| 2013                   | Petr Vakoč                 | Tim Mikelj             | Maroš Kováč                |
| 2014                   | Oleksandr Polivoda         | Kristjan Fajt          | Matija Kvasina             |
| 2015                   | Davide Viganò              | Matthias Krizek        | Paweł Cieślik              |
| 2016                   | Mauro Finetto              | Vitali Buts            | Kiril Pozdniakov           |
| 2017                   | Jan Tratnik                | Mattia Cattaneo        | Piotr Brożyna              |
| 2018                   | Julian Alaphilippe         | Jan Tratnik            | Cesare Benedetti           |
| 2019                   | Yves Lampaert              | Arnaud Démare          | Stefan Küng                |
| 2020                   | Jannik Steimle             | Nico Denz              | Shane Archbold             |
| 2021                   | Peter Sagan                | Jannik Steimle         | Cees Bol                   |
| 2022                   | Josef Černý                | Mauri Vansevenant      | Koen Bouwman               |
| 2023                   | Rémi Cavagna               | Stefan Küng            | Milan Vader                |
| 2024                   | Mauro Schmid               | Julian Alaphilippe     | Felix Engelhardt           |
| 2025                   |                            |                        |                            |